# Anthony Mackie
Anthony Dwayne Mackie (sinh ngày 23 tháng 9 năm 1978) là một diễn viên người Mỹ. Mackie lần đầu tiên diễn xuất với vai chính trong bộ phim truyền hình bán tiểu sử 8 Mile (2002); sau đó anh được đề cử Giải Tinh thần Độc lập cho Nam diễn viên chính xuất sắc nhất nhờ diễn xuất trong bộ phim LGBT Brother to Brother (2004), và cùng năm, anh xuất hiện trong phim kinh dị tâm lý The Manchurian Candidate và bộ phim thể thao Million Dollar Baby. Mackie đóng vai chính trong Half Nelson (2006); năm 2008, Mackie cùng xuất hiện trong bộ phim hành động kinh dị Eagle Eye, và được đề cử giải Tinh thần độc lập cho Nam diễn viên phụ xuất sắc nhất cho màn trình diễn của anh ấy trong The Hurt Locker. Anh đóng vai Tupac Shakur trong Notorious (2009), và sau đó đóng vai chính trong Night Catches Us (2010), The Adjustment Bureau và Real Steel (cả năm 2011).
Anh đã đạt được sự công nhận trên toàn cầu khi thể hiện vai Sam Wilson / Falcon / Captain America trong Vũ trụ Điện ảnh Marvel, xuất hiện trong các bộ phim Captain America: The Winter Soldier (2014), Ant-Man (2015), Captain America: Civil War (2016), Avengers : Infinity War (2018) và Avengers: Endgame (2019), cũng như đóng vai chính trong các miniseries độc quyền của Disney+ The Falcon and the Winter Soldier (2021). Trong thời gian này, Mackie cũng đóng vai chính trong bộ phim tội phạm thời kỳ Detroit (2017), The Hate U Give (2018), bộ phim khoa học viễn tưởng Synchronic (2019) và The Banker (2020).
Ngoài điện ảnh, Mackie đã trình diễn trong các phim chuyển thể từ Broadway và Off-Broadway, bao gồm Black Bottom của Ma Rainey, Drowning Crow, McReele, A Soldier's Play và Carl Hancock Rux 's Talk, mà anh đã giành được giải thưởng Obie năm 2002. Mackie đóng vai Martin Luther King Jr. trong bộ phim truyền hình HBO All the Way (2016) và đóng vai Takeshi Kovacs trong loạt phim Netflix Altered Carbon (2020).

## Đầu đời
Mackie sinh ra ở New Orleans, Louisiana,  là con trai của Martha (nhũ danh Gordon) và Willie Mackie Sr., một thợ mộc sở hữu một doanh nghiệp lợp mái, Mackie Roofing. Anh trai của anh, Calvin Mackie, là cựu phó giáo sư kỹ thuật tại Đại học Tulane, hiện đang làm việc tại Cơ quan Phục hồi Louisiana. Mackie theo học Trường Trung học Warren Easton Sr và Trung tâm Nghệ thuật Sáng tạo New Orleans (NOCCA) và tốt nghiệp chương trình kịch trung học tại Trường Nghệ thuật Bắc Carolina (NCSA) vào năm 1997.  Sau đó, anh tốt nghiệp từ Bộ phận Kịch nghệ của Trường Juilliard với tư cách là thành viên của Group 30 (1997–2001), cũng bao gồm các diễn viên Tracie Thoms và Lee Pace.

## Sự nghiệp

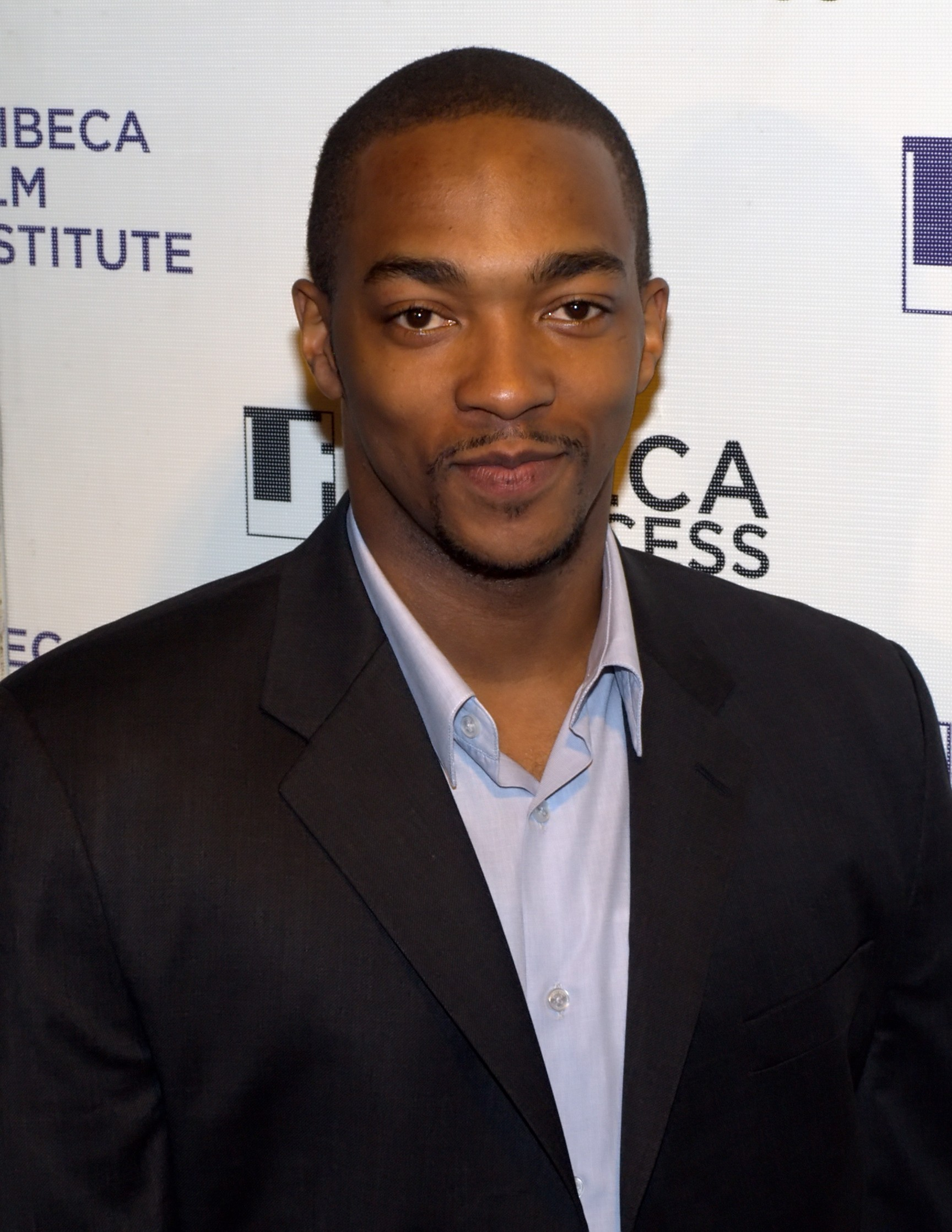
Mackie tại Liên hoan phim Tribeca 2010.

Năm 2002, Mackie đóng vai phụ cho Don Cheadle trong vở kịch Topdog / Underdog của Suzan-Lori Parks và giành được Giải thưởng OBIE cho vai adiễn trong vở kịch Talk của Carl Hancock Rux. Anh xuất hiện trong bộ phim 8 Mile năm 2002 với vai phản diện chính, Papa Doc. Vai chính đầu tiên của anh trong một bộ phim điện ảnh là bộ phim độc lập Brother to Brother năm 2003, nơi anh vào vai Perry, một nghệ sĩ trẻ phải vật lộn để thích nghi với thế giới với tư cách là một người đàn ông da đen đồng tính. Năm sau, Mackie xuất hiện trong Million Dollar Baby , bộ phim đã giành được giải Oscar cho Phim hay nhất, và đóng vai chính trong She Hate Me của Spike Lee. Năm 2006, Mackie đóng vai chính trong Half Nelson và Crossover, We Are Marshall.
Vào tháng 3 năm 2008, Mackie đóng vai chính trong ba vở kịch của nhà viết kịch August Wilson tại Trung tâm Biểu diễn Nghệ thuật John F. Kennedy ở Washington DC: Ma Rainey's Black Bottom, Fences  và Jitney - tất cả đều là một phần của "August Wilson's 20th Century", một tháng - trình bày kéo dài mười bài đọc theo giai đoạn của "Chu kỳ thế kỷ" của Wilson. Mackie đã nhiều lần tham gia "24 giờ chơi" được tổ chức tại thành phố New York vào mỗi mùa thu. Vào giữa năm 2009, anh đóng vai Pentheus trong vở kịch Shakespeare của Nhà hát Công cộng Thành phố New York trong bộ phim The Bacchae do Park sản xuất. Anh đóng vai chính với Christopher Walken trong A Behanding in Spokane trên sân khấu Broadway vào tháng 2 năm 2010. 
Mackie đã thể hiện vai rapper quá cố người Mỹ Tupac Shakur trong bộ phim năm 2009 Notorious. Trước đây anh đã đóng vai Shakur trong vở kịch Up Against the Wind vào năm 2001, khi đang theo học tại Juilliard. Năm 2009, anh xuất hiện trong The Hurt Locker. Mackie cũng thuật lại The Best That Never Was, một bộ phim tài liệu về cầu thủ bóng bầu dục Marcus Dupree. Anh xuất hiện trong bộ phim The Adjustment Bureau năm 2011 với vai Harry Mitchell, một thành viên đồng cảm của một nhóm siêu nhiên bóng tối kiểm soát số phận con người. Mackie đồng đóng vai chính, với vai Sam Wilson / Falcon, trong phần tiếp theo của Marvel Studios Captain America: The Winter Soldier (2014). Anh ấy đã đóng lại vai diễn này trong nhiều bộ phim của Vũ trụ Điện ảnh Marvel trong vài năm tới, bao gồm Avengers: Age of Ultron và Ant-Man (cùng năm 2015), Captain America: Civil War (2016), Avengers: Infinity War (2018), và Avengers: Endgame (2019). 

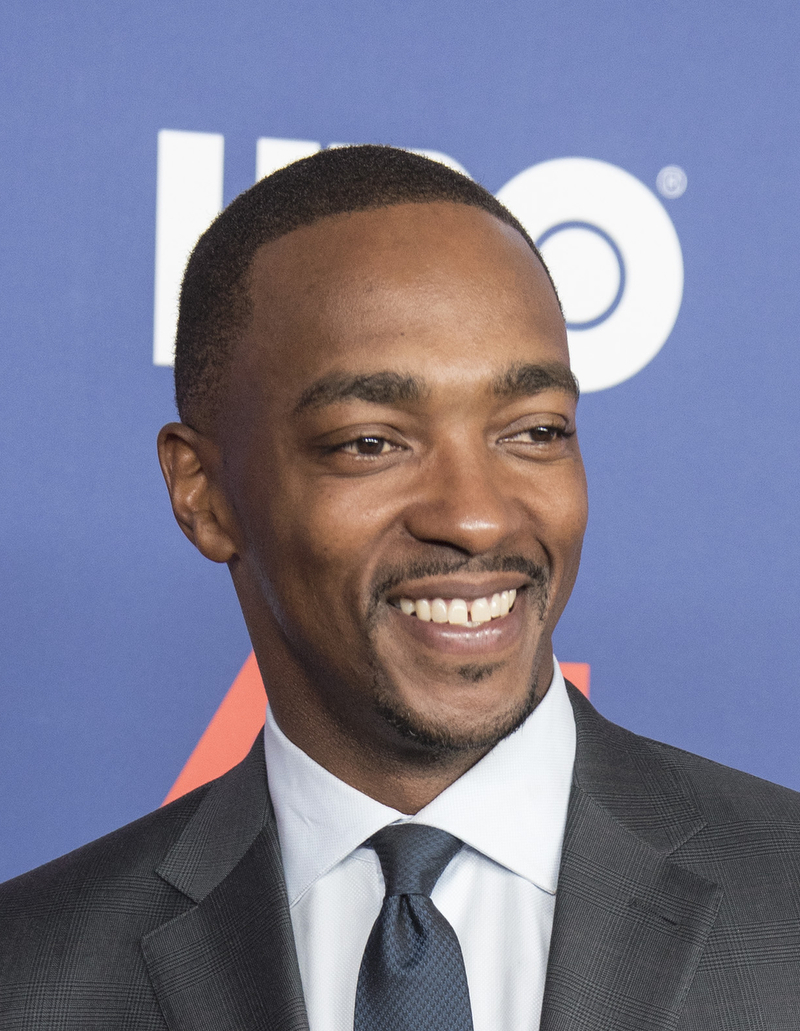
Mackie tại buổi ra mắt phim truyền hình All the Way năm 2016.

Năm 2016, Mackie đóng vai Martin Luther King Jr trong bộ phim truyền hình All the Way của đài HBO. Năm 2018, Mackie xuất hiện với vai thủ lĩnh băng đảng King trong The Hate U Give , bộ phim chuyển thể từ tiểu thuyết bán chạy nhất cùng tên. Năm 2019, Mackie có một vai trong bộ phim khoa học viễn tưởng của Netflix, IO. 
Vào tháng 7 năm 2018, đã có thông báo rằng Mackie được chọn vào vai Takeshi Kovacs trong mùa thứ hai của loạt phim khoa học viễn tưởng của Netflix, Altered Carbon. Vào tháng 3 năm 2019, có thông báo rằng Mackie đã được chọn vào vai trong mùa thứ năm của loạt phim khoa học viễn tưởng của Netflix, Black Mirror. Tháng sau, Disney xác nhận loạt phim truyền hình Marvel với sự tham gia của Mackie và Sebastian Stan, được gọi là The Falcon and the Winter Soldier, sẽ được phát sóng trên dịch vụ phát trực tuyến Disney+ sắp tới của họ, ra mắt vào ngày 19 tháng 3 năm 2021. Mackie đóng vai chính và sản xuất bộ phim khoa học viễn tưởng Outside the Wire được Netflix phát hành vào ngày 15 tháng 1 năm 2021. Vào tháng 8 năm 2021, Mackie chốt thỏa thuận để đảm nhận lại vai diễn trong Captain America 4. 
Vào tháng 1 năm 2022, có thông báo rằng Mackie sẽ chỉ đạo bộ phim truyền hình Spark, với sự tham gia của Saniyaa Sidney, là dự án đạo diễn đầu tay của anh ấy. Vào tháng 2 năm 2022, anh được chọn đóng vai chính trong bộ phim hành động Ending Things cùng với Priyanka Chopra Jonas , do Kevin Sullivan đạo diễn.

## Đời tư
Năm 2014, Mackie kết hôn với bạn gái lâu năm và người yêu thời thơ ấu Sheletta Chapital. Họ ly hôn vào năm 2018. Cặp đôi có với nhau 4 người con. 
Mackie đã mở một quán bar có tên NoBar ở Bed-Stuy, Brooklyn vào mùa hè năm 2011. Anh đã có kế hoạch mở quán NoBar thứ hai ở Williamsburg, Brooklyn vào năm 2013, nhưng đã đóng cửa tất cả các địa điểm NoBar vào năm 2015. 

## Danh sách phim

### Điện ảnh
| Năm  | Phim                                   | Vai diễn                     | Ghi chú                |
| ---- | -------------------------------------- | ---------------------------- | ---------------------- |
| 2002 | 8 Mile                                 | Papa Doc / Clarence          |                        |
| 2003 | Crossing                               | Cass                         |                        |
| 2003 | Hollywood Homicide                     | Killer "Joker"               |                        |
| 2004 | Brother to Brother                     | Perry                        |                        |
| 2004 | The Manchurian Candidate               | PFC Robert Baker             |                        |
| 2004 | She Hate Me                            | John Henry "Jack" Armstrong  |                        |
| 2004 | Haven                                  | Hammer                       |                        |
| 2004 | Million Dollar Baby                    | Shawrelle Berry              |                        |
| 2005 | The Man                                | Booty                        |                        |
| 2006 | Freedomland                            | Billy Williams               |                        |
| 2006 | Half Nelson                            | Frank                        |                        |
| 2006 | Heavens Fall                           | William Lee                  |                        |
| 2006 | We Are Marshall                        | Nate Ruffin                  |                        |
| 2006 | Crossover                              | Tech                         |                        |
| 2007 | Ascension Day                          | Nathaniel "Nat" Turner       |                        |
| 2008 | Eagle Eye                              | Thiếu tá William Bowman      |                        |
| 2009 | The Hurt Locker                        | Trung sỹ J. T. Sanborn       |                        |
| 2009 | American Violet                        | Eddie Porter                 |                        |
| 2009 | Notorious                              | Tupac Shakur                 |                        |
| 2009 | Desert Flower                          | Harold Jackson               |                        |
| 2010 | Night Catches Us                       | Marcus Washington            |                        |
| 2011 | The Adjustment Bureau                  | Harry Mitchell               |                        |
| 2011 | 10 Years                               | Andre Irine                  |                        |
| 2011 | What's Your Number?                    | Tom Piper                    |                        |
| 2011 | Real Steel                             | Finn                         |                        |
| 2012 | Man on a Ledge                         | Mike Ackerman                |                        |
| 2012 | Abraham Lincoln: Vampire Hunter        | Will Johnson                 |                        |
| 2013 | Gangster Squad                         | Coleman Harris               |                        |
| 2013 | Repentance                             | Tommy Carter                 |                        |
| 2013 | Pain & Gain                            | Adrian Doorbal               |                        |
| 2013 | The Fifth Estate                       | Sam Coulson                  |                        |
| 2013 | Runner Runner                          | Agent Eric Shavers           |                        |
| 2013 | The Inevitable Defeat of Mister & Pete | Kris                         |                        |
| 2014 | Captain America: The Winter Soldier    | Sam Wilson / Falcon          |                        |
| 2014 | Black or White                         | Jeremiah Jeffers             |                        |
| 2014 | Shelter                                | Tahir                        |                        |
| 2014 | Playing It Cool                        | Bryan                        |                        |
| 2015 | Avengers: Age of Ultron                | Sam Wilson / Falcon          |                        |
| 2015 | Ant-Man                                | Sam Wilson / Falcon          |                        |
| 2015 | Our Brand Is Crisis                    | Ben                          |                        |
| 2015 | Love the Coopers                       | Officer Percy Williams       |                        |
| 2015 | The Night Before                       | Chris Roberts                |                        |
| 2016 | Triple 9                               | Marcus Belmont               |                        |
| 2016 | Captain America: Civil War             | Sam Wilson / Falcon          |                        |
| 2017 | Detroit                                | Karl Greene                  |                        |
| 2018 | Avengers: Infinity War                 | Sam Wilson / Falcon          |                        |
| 2018 | The Hate U Give                        | King                         |                        |
| 2019 | Io                                     | Micah                        | Nhà điều hành sản xuất |
| 2019 | Miss Bala                              | Jimmy                        |                        |
| 2019 | Avengers: Endgame                      | Sam Wilson / Falcon          |                        |
| 2019 | Point Blank                            | Paul Booker                  |                        |
| 2019 | Synchronic                             | Steve Denube                 |                        |
| 2019 | Seberg                                 | Hakim Jamal                  |                        |
| 2020 | The Banker                             | Bernard Garrett              | Nhà sản xuất           |
| 2021 | Outside the Wire                       | Captain Leo                  | Nhà sản xuất           |
| 2021 | The Woman in the Window                | Edward "Ed" Fox              |                        |
| 2024 | Captain America: New World Order       | Sam Wilson / Captain America | Đang phát triển        |

### Truyền hình
| Năm  | Phim                              | Vai                                   | Ghi chú                                                                          |
| ---- | --------------------------------- | ------------------------------------- | -------------------------------------------------------------------------------- |
| 2002 | As If                             | Bar Patron                            | Tập: "Seven"; không được ghi danh                                                |
| 2003 | Law & Order: Criminal Intent      | Carl Hines                            | Tập: "Pravda"                                                                    |
| 2004 | Sucker Free City                  | K-Luv (Keith)                         | Phim truyền hình Đề cử – Black Reel Award for Best Actor: T.V. Movie/Cable       |
| 2010 | 30 for 30                         | Narrator                              | Tập: "The Best That Never Was"                                                   |
| 2016 | All the Way                       | Martin Luther King Jr.                | TV movie                                                                         |
| 2018 | Animals                           | Receipt (voice)                       | 2 tập                                                                            |
| 2019 | Black Mirror                      | Danny Parker                          | Tập: "Striking Vipers"                                                           |
| 2020 | Altered Carbon                    | Takeshi Kovacs                        | 8 tập                                                                            |
| 2021 | The Falcon and the Winter Soldier | Sam Wilson / Falcon / Captain America | Vai chính                                                                        |
| 2021 | Marvel Studios: Assembled         | Chính mình                            | Phim tài liệu; Tập: "Assembled: The Making of The Falcon and the Winter Soldier" |
| 2021 | Solos                             | Tom                                   | Anthology series                                                                 |
| 2021 | 2021 ESPY Awards                  | Chính mình / Dẫn chương trình         | Award show                                                                       |
| TBA  | Twisted Metal                     | John Doe                              | Chuyển thể từ trò chơi điện tử                                                   |

### Trò chơi điện tử
| Năm  | Tiêu đề  | Vai lồng tiếng | Ghi chú              |
| ---- | -------- | -------------- | -------------------- |
| 2018 | NBA 2K19 | Big Tunney     | Ghi hình chuyển động |

### Sân khấu
| Năm  | Tiêu đề                  | Vai diễn                            | Ghi chú         |
| ---- | ------------------------ | ----------------------------------- | --------------- |
| 2001 | Up Against the Wind      | Tupac Shakur                        |                 |
| 2002 | Talk                     | Moderator                           |                 |
| 2003 | Ma Rainey's Black Bottom | Sylvester, understudy Levee         | Ra mắt broadway |
| 2004 | Drowning Crow            | Constantine Trip                    |                 |
| 2005 | McReele                  | Darius McReele                      |                 |
| 2005 | A Soldier's Play         | Private First Class Melvin Peterson |                 |
| 2009 | The Bacchae              | Pentheus                            |                 |
| 2010 | A Behanding in Spokane   | Toby                                |                 |